# ジェノサイド・スクウェア
ジェノサイド・スクウェア(GENOCIDE²)はFM TOWNSで1993年4月28日に発売されたジェノサイドとジェノサイド2の移植版に当たるゲームソフト。X68000ONLYを謳っていたズームが初めて他機種に参入した作品である。

## 変更点
主要な点のみ記す。

### 共通の変更点
- オープニングがモノクロ画面のストーリーダイジェスト+実写人形アニメの形式で統一・新規製作されている。
- エンディングはセピア色のグラフィック形式で新規製作されている。
- オープニング・エンディングは日本語字幕。英文はない。
- 難易度NORMAL以上で1→2と全面クリアすると、真のエンディングが見られる。
- BGMがアレンジされている。（内蔵音源・MIDI音源に対応）
- FM TOWNSのBG性能の仕様上、多重スクロールの一部が省略、ラスタースクロールがカットされている箇所がある。

### ジェノサイドの変更点
- 背景・キャラクターは全面的に書き直され、デザインが変更されたキャラクターやボス、新規追加されたキャラクターがいる。
- ゲームバランスが調整され遊びやすくなっている。
- ステージ間のビジュアルシーンがなくなっており、その際触れられていた事象はダイジェストに回るかオミットされている。
- ベティの入手法が変わっている。（X68000版ではステージ間のデモシーンで入手。本ゲームではステージ開始直後に飛んでくる味方輸送機が落とすコンテナを壊すと入手できる。
- エンディングからそのまま2のオープニングが直接始まる。ゲーム選択メニューへは回帰しない。

### ジェノサイド2の変更点
- ベティが無限使用になっている。これにより爽快にプレイできる上、相対的な難易度は低下している。
- ベティを展開していない場合、ブレードが衝撃波を纏う。これにより攻撃判定が拡大され、格闘戦でも押し負けにくくなった。
- 上段斬り・下突きが追加された。
- 部分的に敵配置が変更されている。
- 一部の敵に音声が追加されている。

## 補足
- ゲーム本体のディスクイメージがメーカー公式ホームページで無償公開されている。
- マスコットキャラのNECOは着ぐるみとして実写で登場している。内容はZOOMのロゴが書かれた箱を持ってエレベーターから出ようとするが、着ぐるみの大きさで出られず、手を扉にぶつけて箱を落としてしまうというものだった。
- 非公式ながらFM TOWNS マーティーにも対応している。

## 関連作品
- ジェノサイド・ジェノサイド2 - 本ゲームの移植元